# Tuglie
Tuglie är en ort och kommun i provinsen Lecce i regionen Apulien i Italien. Kommunen hade 5 213 invånare (2017).